# Jurij Ignatkov
Jurij Ignatkov (rusínsky Юрий Игнатков, maďarsky György Ihnátkó, 14. května 1840 Michalovce — 14. září 1885 Lučenec) byl rusínský novinář, lingvista a učitel rusínofilské a rusofilské orientace.

## Život
Jurij Ignatkov se narodil 14. května 1840 ve městě Michalovce. Absolvoval filozofickou fakultu na Univerzitě Loránda Eötvöse v Budapešti a poté se stal profesorem moderní evropské literatury na gymnáziu v Budapešti. Na gymnáziu také vyučoval latinu, řečtinu a ruštinu a zajímal se o vývoj indoevropských jazyků a vliv křížových výprav na vývoj evropské kultury.
Od roku 1866 působil na gymnáziu v Užhorodě, kde se distancoval od maďarizačních kroků biskupa Štefana Pankoviče. Pod nátlakem musel opustit Užhorod a znovu pobývat v Budapešti kde navázal kontakty se slovenskými buditeli. Jurij byl členem Spolku sv. Vasilije Velikého a Matice Slovenské a propagoval spolupráci mezi organizacemi. V polovině 70. let 19. století byl ministerstvem školství převeden do Levoče a později do Lučence.
Jurij Ignatkov zemřel 14. září 1885 v Lučeneci.

## Dílo

### Žurnalistika
Jurij Ignatkov byl aktivním přispěvatelem v rusínských novinách Zpravodaj, slovenských novinách Pesťbudinské vedomosti a haličských novinách Slovo. Své vědecké studie z dějin antické, rusínské, ruské a polské literatury publikoval na stránkách budapeštských periodik Országos Tanáregyleti Kőzlőny, Fővárosi Lapok a Pesti Napló.
Jurij byl také členem Spolku sv. Vasilije Velikého a spoluzakladatelem rusínského týdeníku Svět. Poté co odešel v roce 1867 z Užhorodu se rozhodl v Budapešti založit nové rusínské noviny Otčina (rusínsky Отечество), které neuspěly.

### Lingvistika
Již v roce 1875 publikoval díla o řecké poezii a v roce 1877 vydal první gramatiku romštiny v Maďarsku a to Cigány nyelvtan.